# Regulamento de Isabel I
O Regulamento de Isabel I ou Regulamento Elizabetano foi um processo de reformulação do Anglicanismo implementado por Isabel I a partir de 1559; Foi uma resposta definitiva à situação religiosa instável desenvolvida  durante os reinados de seus antecessores (Henrique VIII, Eduardo VI e Maria). Este processo, conhecido também como "Revolução de 1559", foi promovido através de dois atos do Parlamento inglês, sendo estes: o Ato de Supremacia, que rompeu novamente com a Igreja romana, e o Ato da Uniformidade, que orientou a doutrina da nova Igreja inglesa.  